# Aramis Knight
Aramis Knight est un acteur américain né le 3 octobre 1999 dans le quartier de Woodland Hills à Los Angeles (Californie).

## Biographie
Aramis Knight est né le 3 octobre 1999 à Los Angeles (Californie).

## Filmographie

### Cinéma
- 2007 : Détention secrète de Gavin Hood : Jeremy El-Irahim
- 2009 : Droit de passage de Wayne Kramer : Juan Sanchez
- 2012 : The Dark Knight Rises ou L'Ascension du Chevalier Noir de Christopher Nolan : Gamin à la pomme
- 2013 : La Stratégie Ender de Gavin Hood : Bean
- 2025 : Karate Kid: Legends de Jonathan Entwistle

### Télévision
- 2012 : NCIS (Sous emprise)
- 2015 - 2019 : Into the Badlands : M.K. (32 épisodes)
- depuis 2022 : Ms. Marvel : Kareem / Red Dagger
- Fear the walking dead